# Pallisentis cavasii
Pallisentis cavasii är en hakmaskart som beskrevs av Gupta och Krishna K. Verma 1980. Pallisentis cavasii ingår i släktet Pallisentis och familjen Quadrigyridae. Inga underarter finns listade i Catalogue of Life.